# Smith/Kotzen (Album)
Smith/Kotzen ist der Titel des am 26. März 2021 in Europa veröffentlichten Kollaborationsalbums der Gitarristen Adrian Smith (Iron Maiden) und Richie Kotzen.

## Hintergrund
Die beiden beteiligten Musiker stammen aus Großbritannien (Smith) und den USA (Kotzen). Während Smiths internationale Bekanntheit überwiegend aus seiner Tätigkeit als Gitarrist der britischen Heavy-Metal-Band Iron Maiden resultiert, ist Kotzen vor allem in den USA für sein Solowerk und seine Zusammenarbeit mit so unterschiedlichen Musikern wie Poison (Native Tongue), Greg Howe, Vertú und Mr. Big bekannt. Seit 2011 ist er Gitarrist und Sänger der Winery Dogs.
Smith lebt zeitweise in Kalifornien, Kotzen zählt dort zu seinen Nachbarn. Über die Jahre verbrachten die Musiker Zeit miteinander, trafen sich zum Essen, luden sich gegenseitig ein. Dabei zogen sie sich oft auch gemeinsam zurück, um Jam-Sessions abzuhalten. Smiths Frau schlug irgendwann vor, dass die beiden Musiker doch „ruhig mal eigenes Zeug schreiben“ könnten.
Kotzen sagte dazu:

„Unsere einzige Motivation bestand darin, die Chemie zwischen uns auszuloten und miteinander Musik zu machen. Es gab keine Deals und keine Angebote – darum haben wir uns erst gekümmert, als die Scheibe im Kasten war. Auch über die Ausrichtung unserer Musik haben wir uns nicht sonderlich den Kopf zerbrochen.“

Da Smith bei Iron Maiden hauptsächlich im Verbund mit Sänger Bruce Dickinson oder Bassist Steve Harris am Songwriting beteiligt ist, war es für ihn eine neue Erfahrung, mit einem anderen Gitarristen Songs zu schreiben.
Im Februar 2020 trafen sich die Musiker in Windermere auf den Bahamas und nahmen das Album gemeinsam auf. Die Abmischung übernahm Kevin Shirley in seinem Caveman-Studio in Australien, während das Mastering durch Ryan Smith in Nashville durchgeführt wurde.
Als Singles wurden die Titel Taking My Chances, Scars und Running ausgekoppelt; zu allen drei Liedern entstanden auch Musikvideos.
Das Album erschien in den USA und Europa am 26. Januar 2021, in Europa wurde es unter anderem als Schallplatte in limitierter Auflage („Red/Black Smoke Vinyl“) angeboten.

## Titelliste
| Nr.          | Titel             | Autor(en)                   | Schlagzeug    | Länge |
| ------------ | ----------------- | --------------------------- | ------------- | ----- |
| 1.           | Taking My Chances | Adrian Smith, Richie Kotzen | Richie Kotzen | 4:47  |
| 2.           | Running           | Adrian Smith, Richie Kotzen | Richie Kotzen | 4:19  |
| 3.           | Scars             | Adrian Smith, Richie Kotzen | Richie Kotzen | 6:19  |
| 4.           | Some People       | Adrian Smith, Richie Kotzen | Richie Kotzen | 4:23  |
| 5.           | Glory Road        | Adrian Smith, Richie Kotzen | Richie Kotzen | 4:54  |
| 6.           | Solar Fire        | Adrian Smith, Richie Kotzen | Nicko McBrain | 4:29  |
| 7.           | You Don’t Know Me | Adrian Smith, Richie Kotzen | Tal Bergman   | 7:14  |
| 8.           | I Wanna Stay      | Adrian Smith, Richie Kotzen | Tal Bergman   | 5:13  |
| 9.           | ’Til Tomorrow     | Adrian Smith, Richie Kotzen | Tal Bergman   | 5:40  |
| Gesamtlänge: | Gesamtlänge:      | Gesamtlänge:                | Gesamtlänge:  | 47:14 |

## Rezeption
Das Album stieg in der Woche nach seiner Veröffentlichung auf Platz 13 in die deutschen Albumcharts ein, rutschte in der Folgewoche auf Platz 90, und war in der dritten Woche nicht mehr vertreten. In der Schweiz erreichte es Platz 8, in Österreich Platz 11, und in Großbritannien Platz 17.
Daniel Böhm befand in Rocks, es habe „unbegreiflich lange gedauert, bis die etwas breitere Öffentlichkeit Notiz von Richie Kotzen genommen“ habe, der bisher 22 Alben unter dem eigenen Namen veröffentlicht hat. Seit dem Erfolg der Winery Dogs habe „das Interesse an dem ausgezeichnet singenden und stark vom R&B geprägten Saitenkünstler“ jedoch merklich zugenommen. Mit Adrian Smith, mit dem er sich „den Gesang, die Gitarren- und die Bassarbeit“ teile, habe er zwischenzeitlich wieder ein eigenes Projekt umgesetzt. Obwohl Smith abseits von Iron Maiden ebenfalls eigene Projekte realisiert habe, bleibe auf dem vorliegenden Album „im Songwriting Kotzen dominant.“ Im Kern sei Smith/Kotzen „gar nicht so weit entfernt von dessen muskulösen und etwas weniger stark vom R&B durchzogenen Heavy-Rock-Platten,“ und doch klinge sie „nicht bloß wegen der zweiten Gesangs- und Gitarrenstimme“ von Adrian Smith klar anders. Das Album wirke „runder, dabei subtiler, und habe hörbar mehr Fleisch auf den Rippen.“ Böhm zog Vergleiche zu den frühen Bad Company und einzelnen Elementen aus Kotzens Solowerk, wobei er Running, Solar Fire, aber vor allem Scars hervorhebt. Hier brilliere „Smith als bluesaffiner Sänger und als Gitarrist,“ und wenn Kotzen übernehme und „mit seiner R&B-gefärbten Stimme in den stolzen Refrain“ überleite, sei das Album-Highlight perfekt. Der Rezensent vergab 8 von 10 erreichbaren Punkten.
Für Rock Hard resümierte Matthias Mader, die beiden Gitarristen hätten sich „in der Sonne auf den Turks- und Caicosinseln“ getroffen, „um ihrer gemeinsamen Liebe zum Blues und Classic Rock englischer Prägung“ zu frönen. Dem Material liege „keinerlei kommerzielles Kalkül zugrunde,“ was man Stücken wie „dem packenden Bluesrocker“ Scars oder Solar Fire („mit einem sich in Understatement übendem Nicko McBrain als Gast am Schlagzeug“) deutlich anhöre. Es gäbe allerdings keinen „wirklichen Überflieger“ unter den neun Kompositionen, die Single Taking My Chances zähle „tatsächlich zu den am leichtesten zugänglichen Nummern“ der Platte. Smiths Gitarrenspiel sei „erdiger“, sein Gesang sei „rauer“ als der von Kotzen, dessen „amerikanische Prägung immer wieder“ durchscheine. Insgesamt ergebe dies „eine schöne Symbiose,“ allerdings sei das Album „vom Klassiker-Potenzial ein Stück weit“ entfernt.